# Frances Wisebart Jacobs
Frances Wisebart Jacobs, née le 29 mars 1843 à Harrodsburg dans l'État du Kentucky et morte le 3 novembre 1892 à Denver dans l'État du Colorado, est une américaine de confession juive, connue pour ses activités de réformatrice sociale, d'organisatrice du secteur de l'action sociale et comme philanthrope. Au Colorado, elle est surnommée The Mother of the Charities (« La mère des organismes de bienfaisance »).

## Biographie

### Jeunesse et formation

#### Des parents migrants
Frances Wisebart est la première fille et la seconde des sept enfants de Leon Wisebart et de Rosetta Marx épouse Wisebart. Les parents de Frances Wisebart sont originaires de la Bavière, ils sont partis aux États-Unis pour finalement s'installer à Cincinnati dans l'État de l'Ohio,.
D'après les annuaires de Cincinnati, Leon Wisebart exerce le métier de tailleur et fait partie des premiers membres du B'nai B'rith de l'Ohio où il tient de hautes fonctions,.

#### Scolarité
Frances Wisebart suit ses études primaires et secondaires dans les établissements scolaires de Cincinnati et reçoit les enseignements du judaïsme à la maison,.

### Carrière

#### Rencontre avec Abraham Jabobs
Frances Wisebart, par intermédiaire de son frère Jacob Wisebart fait la connaissance de son partenaire Abraham Jabobs, un Juif de Cincinnati d'origine germanique, qui dès 1859 s'est installé à Denver pour ouvrir un magasin d'équipement pour prospecteur lors de la ruée vers l'or de Pikes Peak, ainsi qu'un magasin semblable dans la ville minière de Central City du territoire du Colorado en 1861. Les deux partenaires jouent des rôles importants, Jacob Wisebart est le cinquième maire de Central City, de son côté Abraham Jabobs après avoir participé à rédaction de la constitution de la ville de Denver siège au conseil municipal de la ville.
En 1863 Abraham Jabobs de retour à Cincinnati déclare sa flamme à Frances Wisebart, qui alors exerce le métier d'enseignante du primaire, le couple se marie le 18 février 1863,.

#### L'installation dans le Colorado
Frances Wisebart Jacobs part avec son époux pour la ville minière de Central City du jeune territoire du Colorado lors de la ruée vers l'or de Pikes Peak. Le couple y ouvre un magasin d'équipement pour prospecteur avec Benjamin Wisebart, l'un des frères de Frances Wisebart Jacobs ,.
Un incendie ravage la ville de Central City et le magasin des Wisebart, dont les pertes consécutives se montent à la somme de 50 000 $, incendie qui oblige, Frances Wisebart Jacobs, son époux et leurs deux jeunes enfants de partir pour s'installer dans la ville de Denver où Abraham Jabobs est propriétaire d'un magasin de vêtements,,.

#### Organiser la bienfaisance dans le Colorado
Après un séjour à Denver, Frances Wisebart Jacobs y fonde en 1872 la société de bienfaisance la Hebrew Ladies' Benevolent Society, ainsi qu'un orphelinat, puis avec son emménagement à Denver elle crée la Denver Ladies' Relief Society, en 1874, société philanthropique ouverte à toutes les personnes quelle que soit leur appartenance religieuse,,.
Ces deux sociétés ont pour mission de distribuer de la nourriture et des vêtements mais également d'établir des cliniques, des garderies et de trouver des logements pour les femmes isolées, les personnes âgées et des orphelinats pour les enfants,.
Une épidémies de tuberculose, frappe le Colorado, il estimé qu'en 1880, plus d'un tiers de la population en est victime et qu'à Denver 30 000 personnes sont porteurs de la tuberculose, faisant surnommer la ville The World Sanatorium (« Le sanatorium du monde »). La ville est désemparée, elle ne possède ni établissement de soins, ni sanatorium, la plupart des malades vivent dans des taudis, des bidonvilles, des tentes éparses, dépourvus de toute hygiène.
En 1881, pour que le problème du secours aux pauvres deviennent non seulement l'affaire d'organisations philanthropiques mais celle de la population de Denver, Frances Wisebart Jacobs organise un bal ouvert à toute la population.
En 1887, Frances Wisebart Jacobs crée la Charity Organization Society de Denver dont elle assume la charge de secrétaire générale jusqu'à sa mort.
Fuyant les pogroms de la Russie tsariste, la communauté juive n'arrête de croître, Frances Wisebart Jacobs consciente de leur état de pauvreté, prête une attention particulière aux Juifs sans abri, ni domicile fixe et en l’occurrence aux travailleuses. Elle les encourage à se regrouper, les soutient dans leurs revendications à obtenir des salaires équitables et la journée de huit heures, avantages que les hommes ont auparavant obtenus.

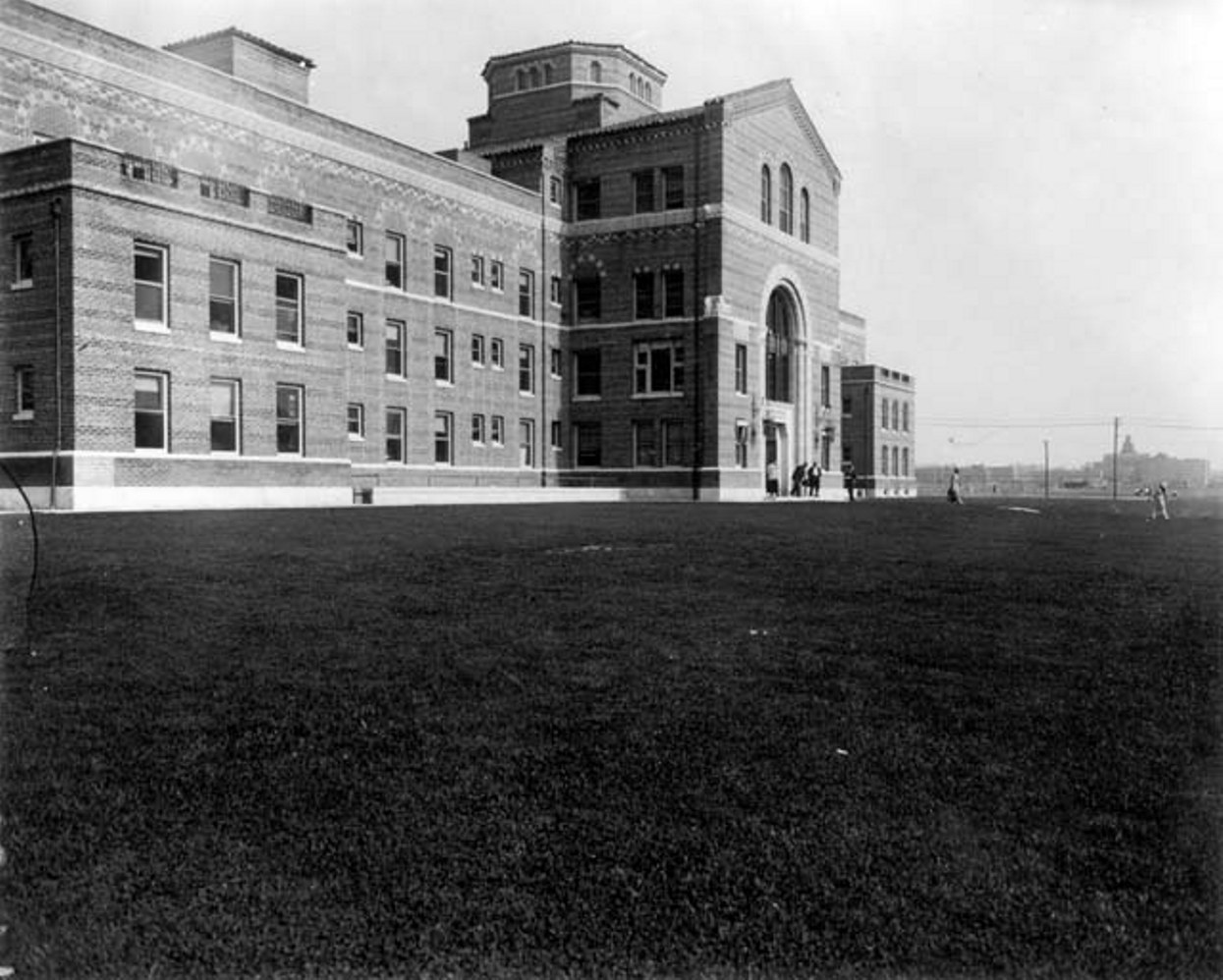
Photographie du National Jewish Hospital

En 1891, Frances Wisebart Jacobs participe à la fondation d'une association qui fédère l'ensemble des jardins d'enfants de Denver. Elle soutient l'établissement du « Newsboys's Home » et est élue secrétaire du conseil de surveillance de l'Institut du Bon-Pasteur local.
Son dernier projet est la construction d'un hôpital public, son rêve se réalise en 1892, peu de temps avant sa mort. par l'ouverture du Jewish Hospital connu depuis sous le nom du National Jewish Health (en).

#### La fin
Le 3 décembre 1892, Frances Wisebart Jacobs décède des suites d'une péritonite. Lors de ses funérailles  sont présents aux côtés du rabbin trois ecclésiastiques de diverses églises chrétiennes,.

### Vie privée
Le 18 février 1863, Frances Wisebart épouse Abraham Jacobs, devenant ainsi Frances Wisebart Jacobs. Le couple donne naissance à deux enfants, un garçon et une fille,,.

## Hommages
En 1900, Frances Wisebart Jacobs est la seule femme, parmi les seize fondateurs du Colorado, à posséder son vitrail dans la rotonde du Capitole de l'État du Colorado.
Très vite se répand dans l’opinion publique du Colorado un surnom pour la désigner comme étant The Mother of the Charities (« La mère des organismes de bienfaisance »).

## Distinctions
- 1987 : cérémonie d'entrée au Colorado Women's Hall of Fame dans la catégorie « philanthropie »[7].
- 1994 : cérémonie d'entrée au National Women's Hall of Fame musée américain qui honore et perpétue la mémoire des citoyennes américaines qui se sont particulièrement illustrées dans le domaine des arts, des humanités, des sciences, de la politique, des affaires ou du sport[8].